# Base J
La Base J - Punta Prospect (en inglés: Station J — Prospect Point o Graham Coast hasta 1959) fue una estación de investigación del Reino Unido ubicada en la punta Prospect de la costa Graham en la península Antártica. Es esta base se realizaron investigaciones sobre geología. 

## Historia
La Base J iba originalmente a ser establecida en la isla Alejandro I en la temporada de 1948-1949, pero nunca fue construida. En 1957 el nombre fue utilizado para la base inaugurada el 2 de febrero de 1957 en la costa Graham. Durante el Año Geofísico Internacional de 1957-1958 la base contribuyó con observaciones. Fue cerrada cuando el trabajo de investigación se completó el 23 de febrero de 1959.
El edificio principal podía albergar de 6 a 8 personas. Tenía un pequeño almacén de provisiones y un bloque de amarre fue construido en la orilla. Contaba con un generador eléctrico de 1 kW.
Durante marzo a abril de 2004 el British Antarctic Survey procedió a limpiar y remover las edificaciones de la base.